# Laidlaw (Colombie-Britannique)
Pour les articles homonymes, voir Laidlaw.
Lailaw est une communauté située dans la province de la Colombie-Britannique, dans le Vallée du Fraser.